# BNXT League Finals MVP
De BNXT League Finals MVP is een jaarlijkse basketbalprijs die wordt uitgereikt aan de beste speler in de BNXT League finale. De prijs werd voor het eerst uitgereikt met de start van de BNXT League in het seizoen 2021/22.

## Geschiedenis
De prijs werd voor het eerst uitgereikt bij de start van de BNXT League in het seizoen 2021/22, Worthy de Jong werd de eerste winnaar. Na het seizoen 2023/24 werd de prijs niet meer uitgereikt omdat de BNXT League play-offs niet meer werden gespeeld.

## Erelijst
| Seizoen | Speler           | Positie | Nationaliteit    | Club        | Ref.  |
| ------- | ---------------- | ------- | ---------------- | ----------- | ----- |
| 2021/22 | Worthy de Jong   | SF/SG   | Nederland        | ZZ Leiden   | [ 1 ] |
| 2022/23 | David Collins    | PG      | Verenigde Staten | ZZ Leiden   |       |
| 2023/24 | Damien Jefferson | F       | Verenigde Staten | BC Oostende |       |

## Winnaars per club
| Aantal | Club        | Jaren      |
| ------ | ----------- | ---------- |
| 2      | ZZ Leiden   | 2022, 2023 |
| 1      | BC Oostende | 2024       |